# Плунге, Донатас
Донатас Плунге (лит. Donatas Plungė; род. 11 ноября 1960) — советский и литовский легкоатлет, специалист по метанию молота. Выступал за сборные СССР и Литвы по лёгкой атлетике в 1980-х и 1990-х годах, обладатель бронзовой медали чемпионата СССР, победитель первенств всесоюзного и республиканского значения, участник ряда крупных международных турниров. Представлял Каунас и спортивное общество «Жальгирис».

## Биография
Донатас Плунге родился 11 ноября 1960 года. Занимался лёгкой атлетикой в Каунасе, выступал за Литовскую ССР и добровольное спортивное общество «Жальгирис».
Впервые заявил о себе в сезоне 1983 года, когда в метании молота выиграл две серебряные медали на домашних соревнованиях в Вильнюсе, занял шестое место на турнире в Риге.
В 1985 году одержал победу на соревнованиях в Вильнюсе.
В 1986 году был вторым на турнире в Клайпеде, превзошёл всех соперников в Донецке и Баку.
В 1987 году выиграл турниры в Каунасе и Житомире, получил серебро в Шяуляе и Вильнюсе, взял бронзу в Таллине.
В 1988 году выиграл серебряную медаль на соревнованиях в Вильнюсе.
В 1989 году выиграл серебряную медаль на всесоюзных соревнованиях в Риге, занял четвёртое место на Мемориале братьев Знаменских в Волгограде, завоевал бронзовую награду на чемпионате СССР в Горьком, победил на международном турнире в австрийском Линце, а позднее в Волгограде установил свой личный рекорд в метании молота — 80,78 метра (шестой результат мирового сезона).
В 1990 году превзошёл всех соперников на соревнованиях в Риге, закрыл десятку сильнейших на Мемориале братьев Знаменских в Москве, стал вторым на международном турнире в польском Грудзёндзе, шестым на турнире в немецком Ваттеншайде, завоевал золото в Бауске и Вильнюсе.
В 1991 году выиграл серебряную медаль на соревнованиях в Вильнюсе.
В 1992 году в Вильнюсе вновь получил серебро.
В 1993 году добавил в послужной список серебряную награду, полученную на турнире в Каунасе, и на этом завершил спортивную карьеру.